# 辛西娅·列侬
辛西娅·莉莉安·列侬（英語：Cynthia Lillian Lennon，娘家姓鲍威尔，1939年9月10日—2015年4月1日），是音乐人约翰·列侬的第一任妻子，朱利安·列侬的母亲。她成长于英格兰西北部维勒尔半岛霍伊莱克一个中产家庭。12岁那年，她获准进入少年艺术学院，后来就读于利物浦艺术学院。她和在同一所大学读书的列侬在书法班上一见钟情。
当约翰跟披头士乐队在汉堡演出时，她从法定监护人姨妈咪咪·史密斯那里租了一间卧室。鲍威尔怀孕后，1962年8月23日在利物浦快活山的登记处结婚。1964年，两人住在萨里郡的威布里奇肯伍德，她在那里买了一套房子，参与丈夫以伦敦为主的社交生活。1968年，约翰为了小野洋子离开了她，夫妇以约翰和洋子通奸为由于1968年11月8日合法离婚。
1970年，辛西娅嫁给了意大利旅馆老板罗伯托·巴萨尼尼，1973年与他离婚。1976年，她与兰开夏郡的工程师约翰·特维斯结婚，但1983年和他离了婚。之后，她签署改名契，把名字改回“列侬”，还遇到了和她相恋17年的伴侣吉姆·克里斯蒂。她后来又于2002年嫁给夜总会老板诺尔·查尔斯，直至他2013年去世。1978年，她出版回忆录《扭曲的列侬》又在2005年出版了更加亲密的传记《约翰》。多年来，她多次拍卖约翰·列侬留给她的遗物。2006年，她和儿子朱利安·列侬出席太阳马戏团作品《爱》的拉斯维加斯首演礼。2015年，她于西班牙马略卡岛去世。

## 早年
1939年9月10日，辛西娅·鲍威尔在英格兰兰开夏郡黑潭市出生，是查尔斯·鲍威尔（Charles Powell）和他的妻子莉莉安（Lillian，娘家姓罗比（Roby））的第三个孩子，前两个孩子叫查尔斯（Charles）和安东尼奥（Anthony）。查尔斯·鲍威尔在英国通用电气公司工作。鲍威尔一家原先住在利物浦，二战爆发后，莉莉安与其他孕妇一同被送到更加安全的黑潭，住在黑潭海滨一家住宿加早餐酒店的小房间里。分娩后，利物浦成为德军频繁空袭的目标，鲍威尔一家于是搬到了霍伊莱克一间两居室半独立式住宅。这个维勒尔半岛的中产聚居地，在利物浦人看来甚是“时髦”。
11岁时，辛西娅赢得了《利物浦回声报》举办的一场比赛的艺术奖。一年后，辛西娅就读于利物浦少年艺术学院（Junior Art School），后来的利物浦报纸《默西之声》编辑的比尔·哈里也就读于该校。

## 求学生涯
17岁时，鲍威尔的父亲与肺癌作了长期斗争后不幸去世 。弥留之际，他告诉女儿要找工作养活母亲，不能上艺校了。母亲希望她能继续读书，把一个房间租给了四个电工学徒。1957年9月，鲍威尔获得利物浦艺术学院学位。除了主修绘图，辛西娅还参加了刻字班，列侬也一样。列侬从来不带绘图工具，屡屡借用鲍威尔的铅笔和钢笔，鲍威尔发现其他老师拒绝辅导他，他只能来这。辛西娅受人尊敬，比她的未婚夫游走的社交圈要多。列侬和艺校死党杰夫·穆罕默德（Geoff Mohammed）曾拿辛西娅开玩笑，辛西娅一走进房间便打住话：“安静点！不要说黄色笑话了，辛西娅要来了。”
鲍威尔曾听到过列侬赞美学校里一位模样像法国演员碧姬·芭铎的金发女孩。到了下周六，鲍威尔特地把头发挑染成金黄色，出现在学校。列侬立马就注意到她，嚷着：“看到你了，伊霍莱克小姐！”（列侬给她取的昵称，有时也称“鲍威尔小姐”和“普里姆小姐”）。列侬穿得像泰迪男孩，有时会抱着吉他进到课室，有时还会唱着《Ain't She Sweet》径直走向鲍威尔。

### 和列侬交往

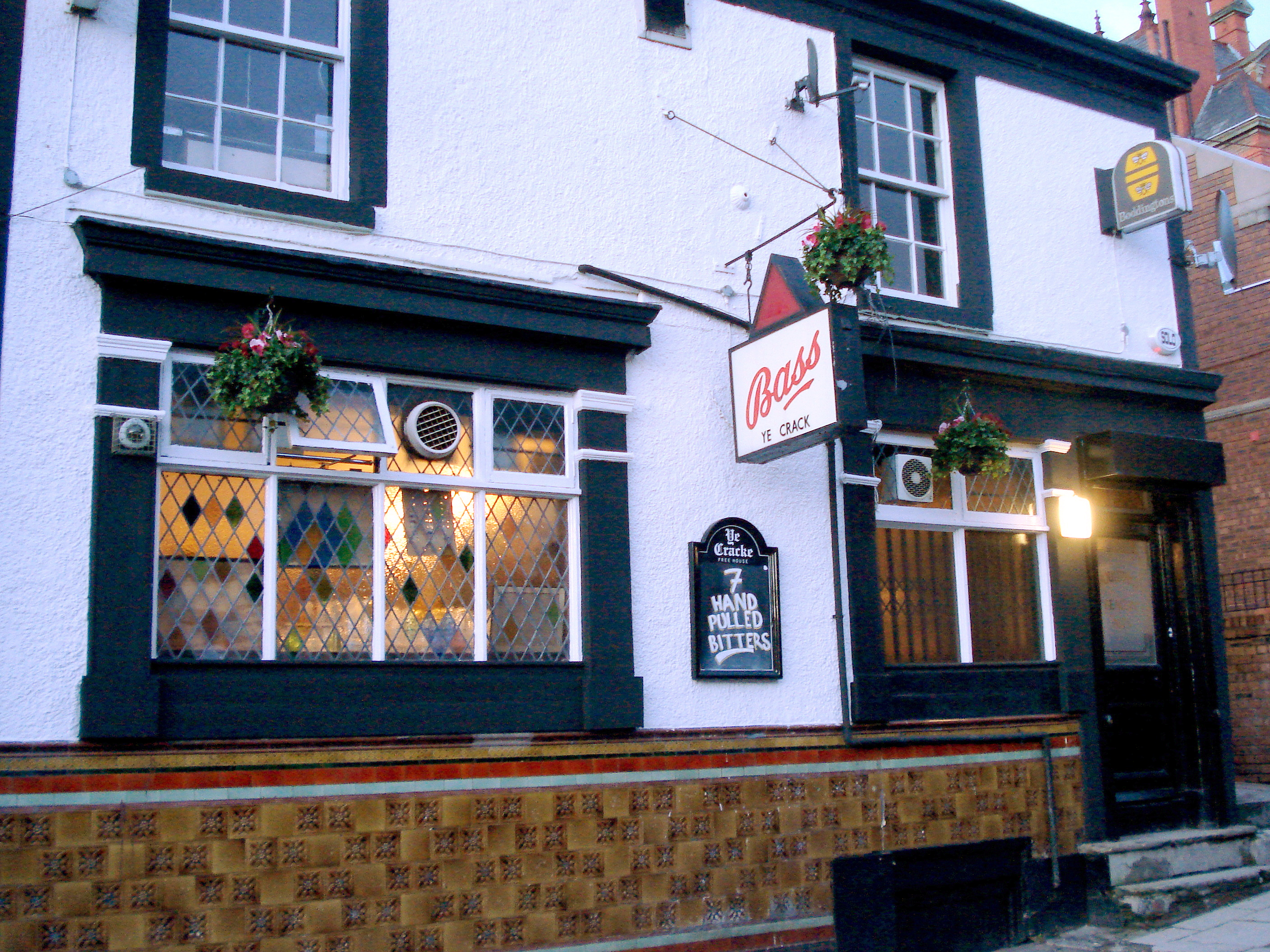
叶·克拉克公屋。

学院庆祝学期结束的派对过后，列侬问鲍威尔愿不愿意跟他“远走高飞”。但鲍威尔不假思索地答道，她已经和霍伊莱克（Hoylake）的一位小伙子订婚了。列侬愤愤回道：“难道我没有向你求婚吗？”他后来凑近她，问她愿不愿意去叶·克拉克酒吧。他整个晚上都不理她，这让她困惑，但他最终还是用笑话邀请他入组织。随后两人开始约会，列侬现在叫她“小辛”（Cyn）。1958年秋，两人不再约会，他也另一位艺术生塞尔玛·皮克勒斯（Thelma Pickles）断交。他心生嫉妒时，会打她。一次他看完辛西娅与斯图尔特·萨克利夫跳舞，抽了她一个耳光（导致她的头磕在墙上）。事件发生后，她与列侬分手三个月，但他诚恳致歉后，两人关系恢复。还有一次，列侬打了学院的清洁女工，因此她想应该远离他。
她在艺术学校的作品开始受到影响，教师告诉她，跟列侬交往对她没有好处。列侬继续随便地轻率对待她，后来还说：“我是盲目愤怒了两年了，要么喝酒，要么打架。我对其他女朋友也是这样，这对我来说很要紧。”列侬的童年玩伴托尼·拉姆维尔（Tony Bramwell）后来表示：“辛西娅由内而外都很迷人。尽管她知道列侬他一路上都趋于寻找爱情，但她是完全醉心于自身的成功……以及非常大的影响力。他没有安全感，辛西娅就为他打气，扶持他的软弱一面。”
1960年，披头士第一次在汉堡住，列侬给老家的鲍威尔写频繁且激昂的信。回家后，列侬的法定监护人阿姨咪咪·史密斯对列侬豪掷千金给鲍威尔買山羊皮大衣感到愤怒，朝他扔了一面小镜子。史密斯后来叫她“黑帮大姐大”，经常跟她起摩擦。1961年，披头士第二次来到汉堡，鲍威尔和保罗·麦卡特尼当时的女友多特·罗纳（Dot Rhone）在两个星期后的复活节假期期间看望列侬和辛西娅。由于行程紧密，两人被迫熬夜，服用整个乐队用来保持亢奋的甲苯吗啉。列侬和鲍威尔住在萨克利夫女友阿斯特丽德·基尔赫母亲家。汉堡之行后，鲍威尔母亲莉莉安说，鲍威尔的老师表姐和她丈夫带着他们新出生的婴儿移居加拿大，鲍威尔也跟他们走。鲍威尔一直等到列侬从汉堡回来后，问曼拉弗大街251号之前的房客史密斯能不能租她一间房子。史密斯租出前门上面的贮藏室（成了列侬的睡房），但坚称她也要做家务活。为了付房租，她花光了奖学金后，在利物浦一家沃尔沃斯商店打工。当年，爱丁堡阿姨马特尔（Mater）给了21岁的列侬100英镑，列侬便和麦卡特尼去巴黎玩。鲍威尔因忙着期末考，没跟他们走。
1962年4月，列侬再次前往汉堡，而她在利物浦加莫伊尔路93号的排屋找到一间小套房。不久后，1962年8月，她没能通过美术老师文凭考试，却发现自己怀上列侬的孩子。后来她解释称，她和列侬从未有过避孕措施，从未没说过这一点，当时也没想到过。她把这事告诉列侬，列侬说：“只能做一件事了，小辛，我们得结婚。”

## 结婚
1962年8月23日，列侬夫妇于利物浦快活山婚姻登记处（Mount Pleasant Register Office）结婚。乐队同事麦卡特尼和乔治·哈里森到场，而乐队经纪人布莱恩·爱普斯坦担任伴郎，双方父母均不在场。婚礼气氛很欢快，一开始大楼后院有装修工用风钻，噪音盖过证婚人和列侬夫妇的声音，所以证婚人让新郎向前一步时，反而是哈里森走上前。在爱普斯坦的邀请下，婚礼晚宴在克莱顿广场的里斯餐厅举行，当时列侬的父母阿尔弗雷德·列侬和朱莉亚·列侬也在那儿庆祝他们1938年的婚姻，但是现场没有拍照或鲜花。当时列侬21岁，鲍威尔22岁。这对新婚夫妇没度蜜月，因为列侬当晚要去切尔西的河滨公园宴会厅表演，但是他们还是在爱普斯坦的伴随下，推迟了蜜月，不请自来地于9月16日去了巴黎的喬治五世酒店。
鲍威尔怀孕期间，爱普斯坦让夫妇俩住进他在福克纳街36号（36 Falkner Street）的公寓，之后两人又于她临盆时租了私立医院的一间病房。尽管对利物浦之外的地方一无所知，甲壳虫但如今受到全城女孩的追捧。爱普斯坦给夫妇俩定下一个必须遵守的条件：对婚姻和宝宝守口如瓶，避免让这些歌迷不安。当结婚的消息泄露出去后，乐队否认了。辛西娅非常高兴地保持低调，不希望因为丈夫成为公众注意的对象。
1963年4月8日早上7点45分，列侬夫妇的儿子约翰·查尔斯·朱利安·列侬于塞夫顿医院出生。列侬当时在巡演，直到三天后才见到儿子。终于赶到医院的他大呼：“他太了不起了，小辛……他会成为像他父亲那样的摇滚巨星吗？”之后他解释称，他要跟爱普斯坦去巴塞罗那度假四天。列侬后来称朱利安是“周六晚上的特别礼物，因他医院聚集了许多人”，要么说他儿子“从威士忌酒瓶出来”。

## 披头士热时期
朱利安出生时，披头士在英家喻户晓，这种现象称之为披头士狂热。那时，人们还不知道已经有一位成员结了婚还生了孩子。1963年《新音乐快递》的“披头士时间轴”详述了每位成员的25条履历，但没有给出列侬已婚的任何线索，甚至报称“姑娘”是他的爱好之一。媒体曾在1963年末披头士热席卷英国和全欧洲时听到过列侬妻子和儿子的传言，于11月和12月突訪了他母亲在霍伊莱克的房子（母亲和儿子都住在这儿）。朋友和邻居纷纷为他们封口，但辛西娅经常被记者们跟踪。11月，她带着儿子在霍伊莱克教区教堂洗礼，但担心媒体蜂拥而至，便没有告诉正在巡演的列侬，直至两天后。听到消息的列侬非常生气，因为他不想儿子受洗，即便爱普斯坦是朱利安的教父。洗礼过了不久，各大报纸遍布列侬秘密妻子和儿子的报道。爱普斯坦让其他成员做最好的打算，希望报纸不会说辛西娅是在嫁给他之前怀孕的。在列侬姑姑家住了几个月后，夫妇俩搬到伦敦，在克伦威尔路13号皇帝之门（13 Emperor's Gate）找到一间三居室平房。位于顶层的三居室单位为夹层，整栋房子没有电梯。辛西娅必须先把朱利安带上楼，才走下楼拿购物袋。乐迷们很快就发现他们住在那儿，她走到走廊透气时也注意到乐迷，每次离家或回家都要推开他们才能过去。
她带着列侬去美国看披头士北美首场巡演，列侬允许媒体跟拍他们，这让希望两人的婚姻保持神秘的爱普斯坦恼羞成怒。在巡演上，当列侬和其他成员很快被领进一辆车时，她被落在纽约，在迈阿密她只好让歌迷请求说服一位女保安。列侬对她说：“下次他娘的别这么慢了，他们可能会杀了你。”这是辛西娅唯一一次跟他们去巡演。抵达皇帝之门时的情况更为糟糕，乐迷在口香糖粘在单元房门锁上，在她或列侬回到家或离开家撕碎所有衣服。美国的女孩给她写信，宣称她们会不顾一切地爱约翰，喜欢其他成员的女性也收到数量相当的信。到1967年，成员们的妻子仍需应付女乐迷偶尔的人身伤害，其中辛西娅曾被一名大喊“离开约翰！”的歌迷踢腿。
由于列侬要么巡演，要么录歌，原定于1966年家庭假日要么是与乔治·马丁和他的女朋友去圣莫里茨滑雪，要么与乔治·哈里森及其妻子贝蒂·伯伊德去爱尔兰住城堡。由于这些计划会受到被歌迷发现的影响，辛西娅和帕蒂必须乔装成女仆离开爱尔兰 。由于长时间的录音和巡演，列侬过后通常会睡上几天。当列侬开始在西班牙阿尔梅里亚拍摄电影《我如何赢得战争》时，他答应让妻子和儿子陪着她。两人分到一间小公寓，之后斯塔尔及其妻子的加入，让公寓很快变成别墅。

## 肯伍德时期

### 国内生活
乐队会计向爱普斯坦提议让成员搬到离他较近的伊舍，因此列侬于1964年7月买下一间叫肯伍德的房子。这幢仿都铎风格的房子占地三英亩，位于威布里奇，是克里夫·理查德的故居。列侬花了比原价20000英镑高两倍的价钱改装了肯伍德，将22间房减少到17间。新厨房非常现代化且复杂，必须要由专人解释操作方式。大规模翻新期间，夫妇俩只好在阁楼卧室住了九个月。辛西娅享有较大的娱乐空间，而列侬通常在房子后面的小日光室里，俯瞰跟姨妈在利物浦的温室很像的游泳池。他们养了一只猫，给它取了姨妈的名字“咪咪”。辛西娅亲自照顾朱利安，没有请奶妈，但保姆经常雇。她还会自己做饭，不过雇了不能住在家里的管家、园丁和司机。
她通过驾驶考试后，列侬连续给她买了一辆白色迷你、一辆金色保时捷、一辆红色法拉利和一辆绿色大众甲壳虫，通常为了给她惊喜，没有事先征询她的意见。辛西娅享受两位邻居是贝蒂·伯伊德和莫琳·斯塔基的亲切感，她们经常一起去度假或购物。她经常被拍到出现在乐队电影首映礼和特殊场合中，有时和列侬和朱利安在家时也被拍到，从而证明她是乐队成员之妻和一位母亲。列侬夫妇经常在黎明时分赶去伦敦市中心的一家夜总会，之后她送朱利安上学。肯伍德成为探访其他成员的、形形色色的美国音乐人和列侬前天晚上在伦敦夜总会碰到的完全陌生人的地方。
1965年，她打开肯伍德前门时发现一名“衣着形似流浪汉”的男子，但有着丈夫的特征。男子解释称，他叫阿尔弗雷德·列侬，是列侬说过的失散多年的父亲。列侬回到家时非常恼火，第一次告诉她他父亲几个星期前曾去过爱普斯坦公司NEMS的办公室。NEMS办公室会面三年后，当时56岁的阿尔弗雷德带着他的未婚妻、19岁的学生宝琳·琼斯（Pauline Jones）再度来到肯伍德。他问列侬能不能给宝琳一份工作，于是她被聘为朱利安的保姆，兼负责整理歌迷的邮件。列侬父亲和他的未婚妻后来在阁楼卧室住了几个月。在肯伍德接受《伦敦标准晚报》记者莫琳·科林夫的采访，列侬表示：“我呆在我这间出名且拥挤的糖果屋里，却那儿也不能去。我要做的事情，只有我不知情，不过我知道这些事跟我无关。”

### 吸毒
辛西娅知道丈夫吸食苯甲吗啉等毒品，还时常抽大麻，但两人都不认为这些毒品非常有害，尤其是大麻。1965年3月27日，在牙医约翰·莱利（John Riley）的晚宴上，列侬夫妇、哈里森和伯伊德在不知情的情况下服用了迷幻剂。尽管被告知不要离开房子，但哈里森还是载他们流连于各大夜总会，莱利则坐出租车紧随其后。在即兴表演（Ad Lib）夜总会里，他们认为通往俱乐部的电梯着火，开始疯狂尖叫，最终爬出电梯，发行米克·贾格尔、玛丽安娜·菲斯福尔和斯塔尔正在等电梯。后来哈里森时速不超过10英里地开着伯伊德的Mini Copper，送他们回家，此时他也感受到毒品的药力。他们在肯伍德过夜，首次体验迷幻剂的完全效力。
那时列侬开始定期吸食迷幻剂，并日常使用的大麻。被他多次怂恿后，辛西娅愿意再次尝试迷幻剂，反作用跟上次一样。她当时虽说不会再吸毒了，但她一心软，几个星期后去东萨塞克斯郡沃布尔顿爱普斯坦的村舍派对路上最后一次吸毒。虽然她讨厌吸毒的心理影响，而这一点她从丈夫身上的改变中看出：“就像和一位刚发现宗教的人共处……紧张、偏执和坏脾气被理解和爱取代。”1970年，列侬交代自1965年来，他已经吸迷幻药1000次，表示：“我习惯无时不刻在吸毒。”之后数十年，辛西娅总认为约翰吸毒是夫妇婚姻终结的开端。
1967年7月22日，哈里森、伯伊德、斯塔尔和助理尼尔·阿斯皮纳尔飞往雅典，与列侬一家、麦卡特尼及其女朋友珍妮·亚瑟、伯伊德16岁的妹妹宝拉（Paula）、随团杂务人员马尔·埃文斯和公关人员阿利斯泰尔·泰勒住了一晚。他们寻找一个能买下来一起居住的岛，还租了租了一架内燃机船游艇“Arvi”。麦卡特尼后来表示，尽管沿着希腊群岛航行，每个人只不过是“围坐在一起吸毒罢了”。在伦敦和威尔士的班戈，列侬和其他成员首次会见玛哈礼希‧玛赫西‧优济后，公开宣布戒毒，尽管不能完全戒掉。
到1967年，童年给列侬带来的侵犯人性质消失，他把相当多的时间耗在坐在日光间或花园里做好几个小时的白日梦上。对于包括辛西娅在内大多数人，他有点少言寡语，至于其他披头士成员则心照不宣。辛西娅一度抱怨：“我只想要个属于我们的假期，约翰、朱利安和我。”列侬答她：“好，我懂，我们都回去康沃尔悬崖边的小农舍，好不？”之后，他补充道：“还是别了，我还有些该死的曲子要写。我必须工作，才能谋生。”她理解他的喜怒无常，但沮丧的是，她从来没有运用她的艺术学院背景在事业上飞黄腾达。

### 第三者
披头士计划飞往印度拜访马哈希，超脱静坐两或三个月。出发前，辛西娅找到小野洋子写给列侬的信，暗示列侬和她交往已有一段时间。列侬否认他接触过野子，辩称她只不过是为“狂热的艺人”，希望获得赞助，尽管洋子继续不断打电话并拜访肯伍德。1968年2月15日，列侬飞往印度，其他披头士成员及他们的伴侣伯伊德、爱舍和莫琳·斯塔基四天后出发。男女区别体现在男音乐人晚上坐在外头写歌，他们的伴侣则聚在房间内经常谈身为披头士人妻或伴侣的生活。列侬一家一起躺在道场的四柱床上冥想很久，期间列侬弹吉他，辛西娅画画和写诗。
苹果唱片公司老板、原名为艾利克斯·马拉达斯（Alex Mardas）的希腊人魔力艾力克斯后来抵达，住在离道场最近的村庄，整天酗酒，不获准进场。两个星期后，列侬要求到单独房间谁觉，说他只有在独自一人时才能冥想，然而他几乎每天都跟野子通信，还每天早上走到下面的地方邮局查看有没有收到洋子的电报。隔了很久，辛西娅察觉到这些秘密的举动，说：“我觉得，我们和马哈希的魔幻小插曲促成了我们的婚姻，但事实上这是终结的前兆。”保罗·萨尔兹曼后来出版的图集《披头士在瑞诗凯诗》（The Beatles in Rishikesh），出现了列侬在沉思而辛西娅很郁闷的表情。尽管疏远了列侬，后来她回想起那些时日，她表示：“我喜欢远离歌迷、黑压压的人群、截稿日期和闪着闪光灯的镜头”。

### 离婚
飞回英国，列侬喝苏格兰威士忌喝得非常醉，坦诚交待他的婚外情。他接下来详述了和追星族、好友（例如琼·贝兹、演员伊琳诺·布朗、记者克琳芙（Cleave））和全球“几千名”女性的暧昧关系。尽管不想听列侬坦白，但她知道女人们“如同飞蛾扑火”一样迷上他。两个星期过去了，1968年5月，列侬建议辛西娅带上马拉达斯、多诺万和两个好朋友去希腊度假，此时他正忙着录制《白色专辑》。1968年5月22日下午4点，她从希腊回到肯伍德，比原计划早了些许。她发现列侬和洋子穿着一样的白色长袍，盘腿坐在地板上，望着彼此的眼睛，后来还在列侬睡房门外找到洋子的拖鞋。她震惊了，问珍妮·伯伊德和马拉达斯她有没有在他们的公寓过夜。伯伊德回到公寓倒在床上便睡，但她和马拉达斯则在喝酒，期间马拉达斯劝她和他私奔。在浴室吐完后，她瘫倒在空睡房的床上，马拉达斯见状走过来，想吻她却被一把推开。
第二天她回到家中，列侬表现得非常正常，坚定地保持他对她和儿子的爱。他说：“我爱你小辛，我现今比以前更爱你了。”不久后列侬和麦卡特尼回到纽约，偏偏不叫上辛西娅，她母亲安排她去一趟意大利佩萨罗。和意大利旅店老板罗贝托·巴萨尼尼（Roberto Bassanini）过了一晚后，马拉达斯等在酒店，爆出了列侬计划以通奸的理由提出离婚诉讼，想单独监护朱利安，“把她送回霍伊莱克”。她在2005年表示：“事实上不过是‘魔力艾利克斯’大半夜来到意大利，事先完全不知道我住哪，这让我非常嫌疑。我强迫自己冷静下来。”……（至于列侬和洋子）“指控我做了一些肮脏的勾当，好让他们自己显得不那么恶劣”。列侬开始走离婚程序时，她又辩解称：“跟我离婚？他凭的什么？”洋子怀孕的新闻曝光后，辛西娅于1968年8月22日也走了自己的离婚程序。财务清算遇上阻滞，家产多于75000英镑。列侬不会分出，打电话告诉她要想拿这笔钱，不如买足球彩票中奖，她不值再多的钱。清算之后涨到了10万镑，此外每年还要支付2400镑朱利安的抚养费。另外10万镑投入信托基金，朱利安21岁便可继承。直到那时，他的母亲会收到支付利息。1968年11月8日，两人获得离婚暂准判令。由于信托基金有一条遗嘱修改附录，写着列侬后来的孩子也能拿钱，所以1975年西恩·列侬出生时，朱利安的继承财产减至5万镑。
她在斯塔尔于伦敦市中心马里波恩区蒙塔古广场34号买的公寓住了几个月，但列侬和洋子更愿意住在肯伍德，而不是荒凉的韦布里奇，于是她搬回肯伍德。列侬和辛西娅在肯伍德的最后一次见面很短，那时洋子在列侬身边，列侬指责辛西娅在印度搞婚外情，说她是“不值得可怜的小花”。那年，麦卡特尼拜访她和朱利安，去肯伍德的路上他在脑海中谱了一首曲，这曲子便是后来的《Hey Jude》。谈到他们离婚，麦卡特尼后来曾说：“我们一直是百万年的老友记，我认为突然变成不受欢迎人物并走出我的生活对他们来说很艰难。”辛西娅回忆：“保罗自己一个人过来那天我非常意外。我对他对我们福利表示着急非常感动……走完那趟，他在车里写了《Hey Jude》。我永远无法忘记保罗过来看望我们的有爱之举和关切。”她一度问列侬有没有写过关心他们在一起的歌，得到的回答是：“当你太过年轻没能对某人表达热情时，这样做太多愁善感了。北方的纯爷们可不会这样做。”相反，列侬说他曾在1965年给他的婚外情写了《挪威的森林（这只鸟已飞走）》，但写得像“鬼画符”，所以辛西娅不知道。

## 离婚后
和列侬分居后，辛西娅开始约巴萨尼尼，两人最终于1970年7月31日喜结连理，但1973年离婚。之后她在威尔士鲁思因开了一家叫奥利弗的小餐馆（Oliver's Bistro）的餐厅，还在楼下开住宿加早餐酒店。儿子就读于里辛学校，后来进入当地的预备军官训练营。1973/74年列侬和洋子分手后，他当时的伴侣庞凤仪积极让列侬和儿子有更多的时间相处，期间和列侬的前妻形成友谊关系，并且在列侬和洋子和解后继续这个关系。期间辛西娅最后一次去看约翰。之前，朱利安每年只被允许独自见父亲两次，但期间列侬经常跟庞凤仪抱怨前期也想出现：“她（辛西娅）认为还能回心转意，就因为我和洋子分手了。”和洋子和解后，他再次抱怨辛西娅不允许儿子见他。
1976年5月1日，辛西娅嫁给了兰开夏工程师约翰·特维斯（John Twist）。两人在一起时，她于1978年出版了回忆录《列侬的转变》（A Twist of Lennon），讲述她之前的生活以及和列侬的故事，还收录她的画作和诗歌。有报纸刊出摘录后，列侬想阻止书出版。
1980年12月9日，她住在斯塔尔前妻家时，接到斯塔尔的电话，此时离列侬遭枪击已过两小时。“对林戈的话、他那撕裂了横跨大西洋航线的哭腔的记忆十分深刻：‘辛西娅，我很对不起，约翰死了。’我只有一个清晰的念头。我的儿子，我们的儿子还躺在家里的床上，我必须回到鲁思因，好告诉他父亲的死讯。”
辛西娅的回忆录获得再版收益，列侬死后几个星期第三次印了20万册。1981年，她和特维斯分居，两人于1983年离婚。她卖掉了餐馆，签单边契据把名字改回列侬，后来她称这是财政上的必须：“你认为我用鲍威尔姓会获得（1983年为维也拉）设计寝具和纺织品的三年合同吗？肯定不会。当这成为谋生的必须时，就一定要咬紧牙关，接受批评。”
1981年，她开始和利物浦私人司机吉姆·克里斯蒂（Jim Chrisite）交往，吉姆也成为她长达17年的伴侣和业务经纪人，两人住在坎布里亚郡彭里斯。那时候她说：“吉姆从未觉得他活在约翰·列侬的阴影下。他比我小四岁，不痴迷披头士乐队。”后来他们移居马恩岛，再到后来搬到诺曼底住了几年，最终于1998年分居。
她把列侬的遗物保留几年，但列侬死后她把这些拿去拍卖掉，其中列侬私底下给她画的圣诞贺卡于1981年8月在佳士得拍出8800镑。由于未婚夫一直摇摆不定，她曾于1999年一度表示“离开约翰后，我爱的那些男人们都没能过上好日子”。她于1991年拍卖了列侬的许多遗物，包括肯伍德的古董。那时候她就说：“我享受了这些东东30年了，但是时候做出改变了。另一套物品于1995年拍卖，包括列侬花6万美元给她买的一些吸毒器具。”后来她说：“我认为一生中我们搜集了太多的行囊，当你要清空时，就把它交给旧货销售。我的行李很抢手，在佳士得卖。当你要还清账单时，你不会觉得骄傲，你也不能带上它。”
在商界摸爬滚打数年，她多次碰壁，其中她拿1980年约翰·列侬歌曲《Woman》的名字推出香水，此外还于1989年4月在科文特花园圣马丁道开了一家名叫列侬氏（Lennon's）的餐馆，菜名不乏Rubber鳎（1965年一次录制完成专辑）、Sgt. Pepper's牛排和Penny Lane肉酱等列侬元素。后来难为维生而倒闭。她指出她生命中男人们为她所做的努力激励了她。
披头士在汉堡的日子成了1994年电影《披头岁月》的主题，片中詹妮弗·艾莉扮演了辛西娅·鲍威尔。照影片刻画，列侬和辛西娅的关系最终是被他们想在人生中要的不同东西毁灭的，但列侬不想伤害她。辛西娅后来抱怨影片将她塑造成“一个黏人、悲观的戴着方头巾的小女友。”2000年电视电影《在约翰·列侬的人生中》中，吉兰·克尼扮演了她。约翰对待她的消极一面遭忽略。随后在2005年以洋子为中心的美国音乐剧《列侬》中，她的角色由朱莉亚·莫尔尼扮演，然而演出口碑不佳，一场改版演唱期间只获得些许知名度。2010年英国广播公司第四台电影《裸体列侬》中，她的角色更加中心，由克劳德·布拉克利出演她。然而，在2009年英国电影《约翰连侬：不羁前传》中她的角色被忽略，该片讲述列侬1955年到1960年的经历，但聚焦于他和他姨妈和母亲的关系。
1995年，辛西娅首次录歌，翻唱了1968年麦卡特尼为玛丽·霍普金制作的冠军单曲《那些日子》，然而歌曲没能上榜。1999年还在诺曼底时，波多贝罗路的KDK画廊展出了她的绘画和油画。到20世纪90年代，她出现在一些披头士集会中，但似乎对这种做法持矛盾看法。那时她坚持继续生活，忘掉披头士，但另一边厢似乎不可避免地拥抱着过去经历继续带来的利益。《每日电讯报》1999年的一份档案说过：“本质上，她是一位郊区妇女，几乎不顾一切地追赶现代最杰出的男人之一。自从她和约翰·列侬结束婚姻，30多年来，她还像过去一样迷惑。”

## 晚年
2002年，她嫁给了巴巴多斯夜店老板诺尔·查尔斯（Noel Charles）。2005年9月，她出版新传记《约翰》（John），再讲她和列侬的生活和及其过后多年的故事，包括他死后的事件。作家米歇尔·法柏在《卫报》写道：“《约翰》是辛西娅证明她有多么价值的尝试。理论上说，这位列侬1958年到1968年的尊贵伴侣的揭发没有价值。跃然于纸的，是潜在的凋谢迹象。”2006年，她和儿子出席《太阳剧团》作品《爱》的拉斯维加斯首映礼，当晚甚少在公众前露面的洋子也在场。2009年，她和儿子在利物浦的披头士故事馆启动收藏品展览，同时她和帕蒂·伯伊德在亚美尼亚埃里温卡菲斯扬美术馆揭幕礼上第一次共同露面。2010年9月30日，朱利安在纽约莫里森酒店画廊（Morrison Hotel Gallery）启动他的“Timeless”摄影展，当天辛西娅、朱利安、洋子、西恩和庞凤仪五人首次共聚一堂。

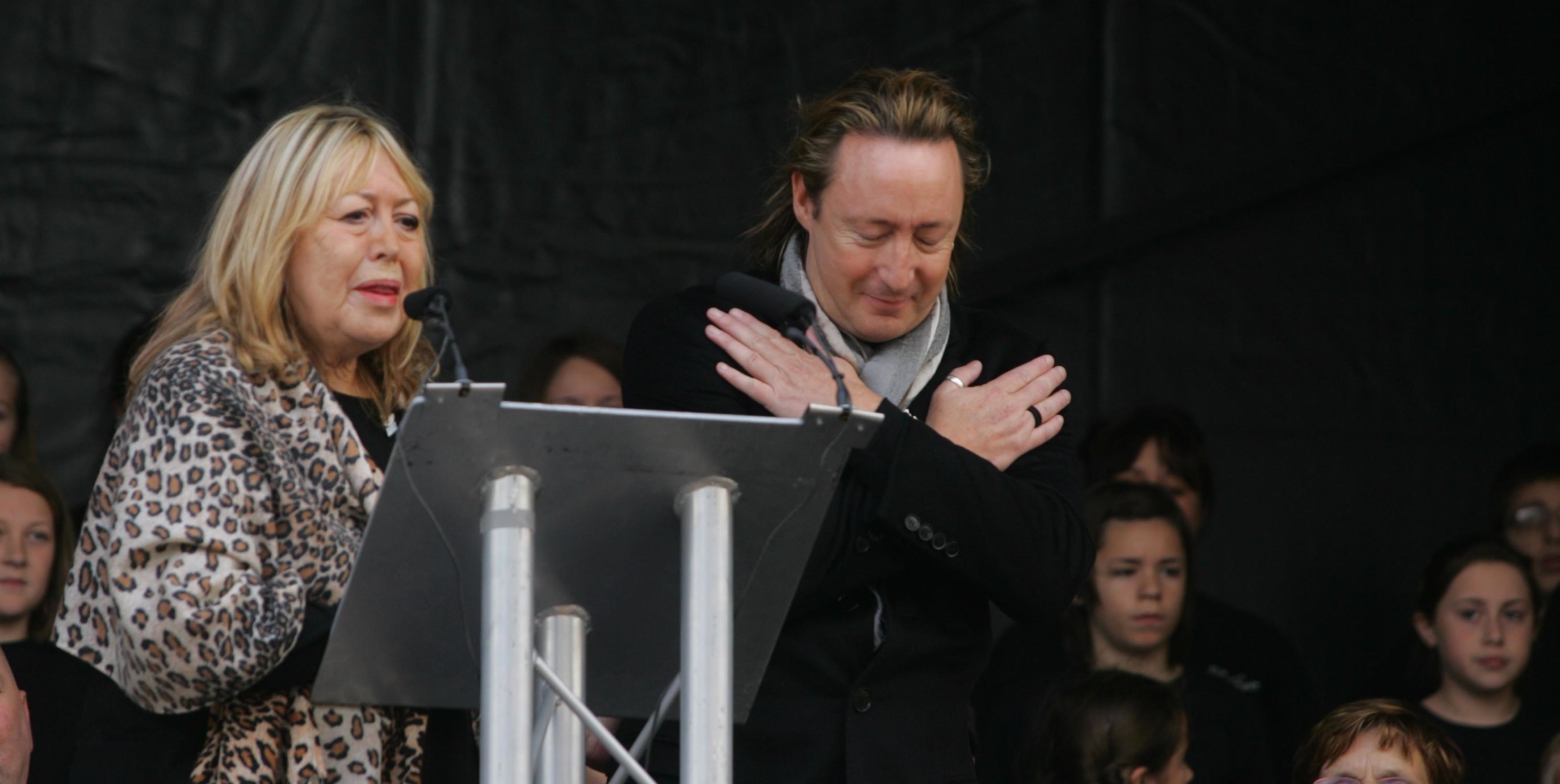
辛西娅·列侬和朱利安·列侬于2010年10月9日为纪念约翰·列侬诞辰70周年的约翰·列侬和平纪念碑揭幕。

2010年10月9日，辛西娅和朱利安在查维斯公园为纪念列侬诞辰70周年的约翰·列侬和平纪念碑揭幕。辛西娅和诺尔在西班牙马略卡岛生活，直到他在2013年3月11日过世。
2015年4月1日，在和癌症作短暂抗争后，辛西娅于马略卡岛的家中溘然长逝，享年75岁，儿子朱利安在旁陪伴。麦卡特尼和斯塔尔向公众发表了讣闻，其中麦卡特尼表示：“自从之前我们一起在利物浦生活，在我看来她是位迷人的女士。她是朱利安的好母亲，我们都会想念她。”朱利安说：“和平与爱献给朱利安·列侬，愿上帝保佑辛西娅。”洋子也发表声明，强调了她所共有的地位：“给一位强壮和聪慧男孩当母亲从来都不是美差。在那一点上，辛西娅和我相互理解。希望我们的儿子和他们的将来顺风顺水。”曾于20世纪60年代与她和列侬度过相当长时间的披头士传记作者亨特·戴维斯在钻研他的书作时，记得她“是位迷人的女性……她完全并不像约翰，安静、沉默寡言且冷静。”

## 脚注
1. ↑  Lennon 2005，第13頁.
2. ↑  Lennon 2005，第14頁.
3. 1 2 3 4  Lennon 2005，第16–17頁.
4. 1 2  Davies 1968，第57頁.
5. 1 2 3 4 5 6 7  . The Independent. 1999-07-07  [2011-04-05]. （原始内容存档于2015-05-07）.
6. ↑  Lennon 2005，第15頁.
7. ↑  Harry 2000，第266頁.
8. ↑  Edmondson 2010，第28頁.
9. 1 2  Edmondson 2010，第27頁.
10. 1 2  Spitz 2005，第154–155頁.
11. ↑  Lennon 2005，第22頁.
12. ↑  Anderson 2010，第31頁.
13. ↑  Lennon 2005，第24–25頁.
14. ↑  Lennon 2005，第27頁.
15. 1 2  Mulligan 2010，第23頁.
16. ↑  Spitz 2005，第156頁.
17. ↑  Spitz 2005，第155頁.
18. ↑  Cross 2004，第9頁.
19. ↑  Clayson 2000，第31頁.
20. 1 2  . BBC. 2008-05-21  [2011-03-27]. （原始内容存档于2010-12-13）.
21. ↑  . BBC News. 2005-11-25  [2011-03-27]. （原始内容存档于2012-05-25）.
22. ↑  Edmondson 2010，第xvii頁.
23. ↑  Miles 1997，第48–49頁.
24. 1 2 3  Davies 1968，第58–59頁.
25. ↑  Kane 2007，第55頁.
26. ↑  Davies 1968，第100頁.
27. 1 2  Spitz 2005，第80頁.
28. 1 2  Cross 2004，第33頁.
29. ↑  Brown & Gaines 2002，第46頁.
30. ↑  Miles 1997，第59頁.
31. 1 2  Mulligan 2010，第57頁.
32. 1 2  Spitz 2005，第132頁.
33. 1 2  Spitz 2005，第313頁.
34. ↑  Lennon 2005，第99頁.
35. ↑  Salewicz 1987，第130頁.
36. ↑  Edmondson 2010，第47頁.
37. ↑  Coleman 1984，第173頁.
38. 1 2  Lennon 2005，第122–124頁.
39. 1 2  Spitz 2005，第348頁.
40. ↑  Edmondson 2010，第xviii頁.
41. ↑  Brown 2002，第83頁.
42. 1 2 3 4 5  Davies 1968，第173–174頁.
43. 1 2 3  Spitz 2005，第349頁.
44. ↑  Loker 2009，第114頁.
45. ↑  Barrow 2006，第94頁.
46. ↑  Cross 2004，第67頁.
47. ↑  Dewitt 1985，第246頁.
48. ↑  Brown 2002，第93頁.
49. ↑  Mulligan 2010，第58頁.
50. 1 2  Edmondson 2010，第51頁.
51. ↑  . Lennon by Lennon Ltd. 2004  [2011-02-27]. （原始内容存档于2011-03-08）.
52. ↑  Wiener 1991，第51頁.
53. ↑  Barrow 2006，第38頁.
54. ↑  Ryan 1982，第153頁.
55. ↑  Carr & Tyler 1975，第16–20頁.
56. ↑  Carr & Tyler 1975，第25頁.
57. ↑  Davies 1968，第226頁.
58. ↑  Spitz 2005，第412頁.
59. ↑  Loker 2009，第123頁.
60. ↑  Lennon 2005，第271頁.
61. ↑  Womack & Davis 2006，第109頁.
62. ↑  Miles 1997，第103頁.
63. ↑  Lennon 2005，第172–173頁.
64. ↑  Spitz 2005，第436頁.
65. ↑  Spitz 2005，第460–462頁.
66. ↑  Barrow 2006，第80頁.
67. ↑  Lennon 2005，第180頁.
68. ↑  Spitz 2005，第514頁.
69. ↑  Davies 1968，第358頁.
70. ↑  Loker 2009.
71. ↑  Davies 1968，第214,228–229頁.
72. ↑  Anderson 2010，第62頁.
73. ↑  Lennon 2005，第254–255頁.
74. ↑  Miles 1998，第166–167頁.
75. ↑  Tremlett 1975，第53頁.
76. ↑  Miles 1997，第168頁.
77. ↑  Miles 1997，第169頁.
78. 1 2  Spitz 2005，第548頁.
79. ↑  Miles 1997，第143頁.
80. ↑  Thomson & Gutman 2004，第73頁.
81. ↑  Davies 1968，第323–326頁.
82. ↑  Lennon 2005，第166–167頁.
83. 1 2  Lennon 2005，第204–206頁.
84. ↑  Lennon 2005，第209–211頁.
85. ↑  Edmondson 2010，第80頁.
86. 1 2  Lennon 2005，第239–240頁.
87. ↑  Spitz 2005，第739頁.
88. ↑  Cleave, Maureen. . The Daily Telegraph. 2005-10-05  [2011-04-09]. （原始内容存档于2018-03-26）.
89. 1 2  Cross 2004，第107頁.
90. ↑  Boyd, Pattie. . Daily Mail. 2007-08-05  [2009-10-19]. （原始内容存档于2021-02-10）.
91. ↑  Herbert, Ian. . The Independent. 2006-09-09  [2009-10-19]. （原始内容存档于2009-06-26）.
92. ↑  Mann 2009，第21頁.
93. ↑  Cross 2004，第148頁.
94. ↑  Spitz 2005，第566頁.
95. ↑  Spitz 2005，第665–666頁.
96. 1 2  Lennon 2005，第244–248頁.
97. ↑  Tillery 2010，第53頁.
98. ↑  Wenner 1971，第76頁.
99. 1 2 3 4  Smith, Julia Llewellyn. . Daily Express. 2000-07-25.
100. ↑  Spitz 2005，第704頁.
101. ↑  Miles & Badman 2001，第272頁.
102. ↑  Miles 1997，第379–380頁.
103. ↑  Edmondson 2010，第96頁.
104. 1 2  Davies 1968，第328–329,334–335,384頁.
105. 1 2  Davies 1968，第337–338頁.
106. ↑  Spitz 2005，第740頁.
107. ↑  Spitz 2005，第740–741頁.
108. ↑  Loker 2009，第280頁.
109. ↑  Anderson 2010，第74頁.
110. 1 2 3  Mulligan 2010，第105頁.
111. ↑  Spitz 2005，第755頁.
112. 1 2  Lennon, Cynthia. . The Times. 2008-02-10: 1  [2011-03-27]. （原始内容存档于2008-05-16）.
113. ↑  Roy, Amit. . The Telegraph (Kolkata). 2005-03-27  [2011-04-06]. （原始内容存档于2011-09-11）.
114. ↑  Kane 2007，第61頁.
115. ↑  Edmondson 2010，第101頁.
116. ↑  Spitz 2005，第758頁.
117. ↑  Lennon 2005，第281–282頁.
118. ↑  Mulligan 2010，第108頁.
119. ↑  Ryan 1982，第155頁.
120. ↑  Spitz 2005，第772頁.
121. 1 2 3  Edmondson 2010，第102頁.
122. ↑  Lennon 2005，第288–289頁.
123. ↑  Spitz 2005，第773頁.
124. ↑  Mulligan 2010，第106頁.
125. ↑  Coleman 1999，第464頁.
126. ↑  Hunt, Chris. . Lennon: The Life – The Legend – The Legacy: 25th Anniversary Issue (Uncut Legends). December 2005.
127. ↑  Brown & Gaines 2002，第273頁.
128. ↑  Mulligan 2010，第xxii頁.
129. 1 2  Faber, Michel. . The Guardian. 2005-10-08  [2011-04-04]. （原始内容存档于2021-02-10）.
130. ↑  Coleman 1999，第467頁.
131. ↑  Edmondson 2010，第113頁.
132. ↑  Spitz 2005，第800頁.
133. ↑  Cross 2004，第195頁.
134. ↑  Cross 2004，第184頁.
135. ↑  Edmondson 2010，第107頁.
136. ↑  Lennon 2005，第300頁.
137. 1 2  Spitz 2005，第782頁.
138. ↑  Edmondson 2010，第xxxii頁.
139. ↑  Miles 1997，第465頁.
140. ↑  Cross 2005，第366頁.
141. ↑  Wenner 1971，第226頁.
142. ↑  Lennon 2005，第293頁.
143. ↑  Sweeting, Adam. . The Guardians. 2015-04-02  [2017-06-10]. （原始内容存档于2020-12-03）.
144. ↑  . BBC.   [2011-04-04]. （原始内容存档于2012-11-14）.
145. ↑  Lennon 2005，第336–340頁.
146. ↑  Harry 2000，第334頁.
147. ↑  . BBC News. 1999-08-27  [2007-05-04]. （原始内容存档于2019-11-06）.
148. ↑  Ingham 2003，第349頁.
149. ↑  Badman 2001，第275頁.
150. ↑  Edmondson 2010，第173頁.
151. ↑  . BBC.   [2007-05-03]. （原始内容存档于2012-11-14）.
152. ↑  . Ottawa Citizen. Reuters. 1980-12-30: 38  [2011-04-17]. （原始内容存档于2016-04-26）.
153. ↑  . The Daily Times (Portsmouth, Ohio). Associated Press. 1981-09-14: 10  [2017-06-10]. （原始内容存档于2016-05-20）.
154. ↑  Lennon 2005，第374頁.
155. 1 2 3 4 5 6  . People. 1991-09-02  [2011-04-10]. （原始内容存档于2016-03-03）. 参数|magazine=与模板{{cite news}}不匹配（建议改用{{cite magazine}}或|newspaper=） (帮助)
156. 1 2 3 4 5 6 7 8  Moir, Jan. . The Daily Telegraph. 1999-05-28.
157. ↑  . merseyworld.com.   [2007-04-29]. （原始内容存档于2006-12-10）.
158. ↑  Lennon 2005，第285頁.
159. ↑  Badman 2001，第287頁.
160. ↑  . Kingman Daily Miner. Associated Press. 1995-09-08: 1B  [2017-06-10]. （原始内容存档于2016-04-26）.
161. ↑  . Trademarkia, Inc.   [2011-04-14]. （原始内容存档于2018-08-09）.
162. ↑  . Perfume Intelligence.   [2011-04-14]. （原始内容存档于2020-02-24）.
163. ↑  Badman 2001，第225頁.
164. ↑  . Rotten Tomatoes.   [2011-03-27]. （原始内容存档于2021-03-03）.
165. ↑  Seibert, Perry. . Rovi Corporation.   [2011-04-10]. （原始内容存档于2012-09-23）.
166. ↑  Anthony, Andrew. . The Observer. 2005-10-16  [2011-04-10]. （原始内容存档于2019-10-18）.
167. ↑  Oxman, Steven. . Variety. 2000-11-30  [2017-06-10]. （原始内容存档于2019-12-18）. 参数|magazine=与模板{{cite news}}不匹配（建议改用{{cite magazine}}或|newspaper=） (帮助)
168. ↑  Kozinn, Allan. . The New York Times. 2005-07-31  [2011-04-17].
169. ↑  Hernandez, Ernio. . Playbill. August 2005  [2011-04-17]. （原始内容存档于2010-08-22）. 参数|magazine=与模板{{cite news}}不匹配（建议改用{{cite magazine}}或|newspaper=） (帮助)
170. ↑  . PBS Masterpiece. PBS.   [2011-04-17]. （原始内容存档于2016-10-10）.
171. ↑  Blackie, Andrew. . PopMatters. 2010-01-21  [2011-04-17]. （原始内容存档于2013-01-30）.
172. 1 2  Kay, Richard. . Daily Mail. 2013-03-12  [2013-03-11].
173. ↑  Thompson, Jody. . BBC News. 2006-07-01  [2007-05-04]. （原始内容存档于2020-01-27）.
174. 1 2  Brooks, Richard. . The Sunday Times. 2009-06-13  [2011-04-05]. （原始内容存档于2011-06-17）.
175. ↑  Titizian, Martia. . The Armenian Reporter. 2009-11-14  [2011-04-17]. （原始内容存档于2011-10-05）.
176. ↑  . Yoko Ono. 2010-09-30  [2011-04-05]. （原始内容存档于2011-07-19）.
177. ↑  . The Daily Telegraph. 2010-10-09  [2011-04-05]. （原始内容存档于2015-10-19）.
178. ↑  . julianlennon.com.   [2015-04-01]. （原始内容存档于2015-11-27）.
179. 1 2 3  . BBC News. 2015-04-01  [2015-04-02]. （原始内容存档于2021-01-12）.
180. ↑  . Rolling Stone. 2015-04-03  [2015-04-05]. 参数|magazine=与模板{{cite news}}不匹配（建议改用{{cite magazine}}或|newspaper=） (帮助)